# Galan dei Pitti
Galan Erilich (fl. VI secolo) è stato sovrano dei Pitti.
Secondo la Cronaca dei Pitti regnò per 15 anni, tra il periodo di regno di Drest Gurthinmoch e quello dei due Drest figlio di Uudrost e Drest figlio di Girom.